# Viktorijino jezero
Viktorijino jezero ili Jezero Viktorija (Victoria Nyanza, ranije i Jezero Ukerewe) najveće je tropsko jezero na svijetu i drugo najveće slatkovodno jezero. Otkrio ga je britanski istraživač John Speke 1858. godine u svojoj potrazi za izvorom rijeke Nil i dao mu ime u čast Engleske Kraljice. Površina mu iznosi 69 500 četvornih kilometara, nalazi se u istočnoj Africi između država Kenije, Tanzanije i Ugande. Relativno je plitko, najveće dubine do 82 metra. Tektonskog je porijekla - stvoreno izdizanjem rubova kotlina, čime su preusmjereni vodeni tokovi. Iz njega kreće jedna od najvećih rijeka, rijeka Nil. Na sjeverozapadu je okruženo vlažnim tropskim šumama, a na ostalim dijelovima savanama.
Nekada prelijepo jezero uništeno je uplitanjem novopridošlih kolonista. Oni su uništili okolnu vegetaciju kako bi uzgajali žitarice, šećernu trsku, kavu, čaj i dr. Kao i u jezerima Malawi i Tanganjika, i u Victoriji su se razvile endemične vrste ciklida (Cichlidae), te se u jezeru nalazilo preko 400 vrsta Haplochromina.
Tijekom kišnog razdoblja voda ispire kemikalije koje završavaju u jezeru što dovodi do nekontroliranog rasta algi. Kako se industrija razvijala tako se smanjivala i količina riba u jezeru.
U 50-im godinama prošloga stoljeća gotovo je nestala riba kojom se prehranjivalo domaće stanovništvo - Oreochromis esculentus. Da spriječe daljnje propadanje ribljeg fonda, Britanci su u jezero nastanili dvije nove vrste riba Oreochromis niloticus i Lates niloticus. Tada nitko nije ni pomislio kako će taj potez dovesti do katastrofe. Sve do kraja 70-ih godina činilo se kako nema nikakvih bitnijih promjena. Ali u 80-im dolazi do drastičnih promjena. Postotak ciklida je s nekadašnjih 80% opao na svega 1%, dok se udio ribe Lates niloticus s prijašnjih 1% povećao na 80%. Znanstvenik Les Kauffman je propast ciklida nazvao "najvećim masovnim istrebljenjem kralježnjaka u pisanoj povijesti".
To je dovelo do toga da više nema dovoljnog broja riba koje se hrane organskim otpadom. Organske tvari se raspadaju trošeći kisik. Zbog toga doljnji dijelovi jezera postaju nenastanjivi, tzv. mrtve zone. Uz to pojavio se i vodeni zumbul (Eichornia). To je slobodno plutajući korov koji se brzo razmnožava. Stvara gust pokrov koji sprječava sunčevu svjetlost da prodre u jezero.
Godine 1994. došlo je do velikog masakra u Ruandi. Rijeka Kagera je u jezero donijela tisuće ljudskih tijela. Kako bi spriječili epidemiju, ribari su tijela vadili mrežama.
Razvoj industrije je doveo i do toga da se industrijski otpad pušta u rijeke koje utiču u jezero. Procjenjuje se da samo Tanzanija dnevno ispusti 2 milijuna litara otpada. Premda cjelokupna situacija izgleda bezazlena, pokrenuta je velika međunarodna akcija da se jezero spasi. Jedan od programa je i spas ciklida. Tako se u SAD i Europi uzgaja 40 različitih najugroženijih vrsta ciklida u nadi da će se spriječiti njihovo izumiranje.